# Dahlgren (Virgínia)
Dahlgren és una concentració de població designada pel cens dels Estats Units a l'estat de Virgínia. Segons el cens del 2007 tenia 1.334 habitants.

## Demografia
Segons el cens del 2000, Dahlgren tenia 997 habitants, 456 habitatges, i 260 famílies. La densitat de població era de 340,7 habitants per km².
Dels 456 habitatges en un 24,8% hi vivien nens de menys de 18 anys, en un 41,2% hi vivien parelles casades, en un 11% dones solteres, i en un 42,8% no eren unitats familiars. En el 36,8% dels habitatges hi vivien persones soles l'11,4% de les quals corresponia a persones de 65 anys o més que vivien soles. El nombre mitjà de persones vivint en cada habitatge era de 2,19 i el nombre mitjà de persones que vivien en cada família era de 2,85.
Per edats la població es repartia de la següent manera: un 23,7% tenia menys de 18 anys, un 7,9% entre 18 i 24, un 30,6% entre 25 i 44, un 20,9% de 45 a 60 i un 17% 65 anys o més.
L'edat mediana era de 37 anys. Per cada 100 dones de 18 o més anys hi havia 95,6 homes.
La renda mediana per habitatge era de 49.545$ i la renda mediana per família de 53.500$. Els homes tenien una renda mediana de 45.714$ mentre que les dones 21.029$. La renda per capita de la població era de 25.928$. Entorn del 7,6% de les famílies i el 8,5% de la població estaven per davall del llindar de pobresa.

## Poblacions més properes
El següent diagrama mostra les poblacions més properes.